# Марссон, Теодор
Теодор Фридрих Ма́рссон (нем. Theodor Friedrich Marsson, 1816—1892) — немецкий аптекарь, ботаник и палеонтолог.

## Биография
Родился 8 ноября 1816 года в городе Вольгаст в семье аптекаря. Учился химии и фармации под руководством Юстуса фон Либиха в Гисенском университете, затем работал на отцовской аптеке. Также занимался сбором образцов растений, использованных впоследствии В. Л. Э. Шмидтом при написании монографии Flora von Pommern und Rügen (1840), затем в течение тридцати лет продолжал изучение местной флоры, в 1869 году издав Flora von Neu-Vorpommern.
В 1856 году стал почётным доктором Грайфсвальдского университета.
Около 1870 года Марссон продал аптеку, после чего переехал в Грайфсвальд, затем — в Берлин. Здесь он занялся изучением ископаемых микроскопических организмов — фораминифер, остракод, усоногих, мшанок. Последние научные публикации были посвящены современным диатомовыми водорослям.
Скончался 5 февраля 1892 года в Берлине после продолжительной болезни. Мужем его дочери Клары Элен был физиолог Леонард Ландуа.
Основной гербарий Теодора Марссона хранится в Грайфсвальском университете.

## Некоторые научные работы
- Marsson, T. F. Flora von Neu-Vorpommern. — Leipzig, 1869. — 26 + 650 p.

## Роды, названные в честь Т. Марссона
- Marssonia H.Karst., 1860 — Napeanthus Gardner, 1843
- Marssonia J.C.Fisch., 1874, nom. illeg. — Marssonina Magnus, 1906, nom. nov.
- Marssoniella Höhn., 1916, nom. illeg. — Neomarssoniella U.Braun, 1991, nom. nov.
- Cyclomarsonina Petr., 1965